# Штурм Льєжа
Штурм Льєжа або Битва за Льєж (фр. Bataille de Liège, нім. Eroberung von Lüttich) (4—16 серпня 1914 року) — перша битва між військами нейтральної Бельгії та імперською армією Німеччини, що вторглася на територію країни, на початку Першої світової війни.
Відповідно до плану Шліффена, німецькі війська мали вдертися на територію Бельгії, використовуючи її територію для обходу основних оборонних рубежів французів повздовж французько-німецького кордону і охоплення французької армії з флангу. Бельгія із самого початку військових приготувань держав Європи до світового конфлікту наголосила про свій нейтралітет, проте, це не врятувало її від німецької навали.
Вже 4 серпня німецька армія перетнула німецько-бельгійський кордон і розпочала штурм укріпленої бельгійської фортеці Льєж, яка прикривала найважливіші переправи через річку Маас. Перші атаки не принесли результату, однак після підвезення важкої артилерії і відходу основних бельгійських сил з міста німецькі війська зуміли захопити фортецю.
Напад на місто розпочався 5 серпня 1914 і атаки тривали до 16 серпня, коли останній форт здався. Мужній опір бельгійських захисників фортеці Льєжа, можливо, затримали німецьке вторгнення у Францію на 4-5 днів. Залізниці, необхідні німецьким військам у Східній Бельгії були закриті протягом всього часу облоги і німецьким військам не вдалося прорватися до Намюра до 20 серпня.
Вторгнення Німеччини до Бельгії призвело до вступу Великої Британії у війну.